# FY Canis Majoris
FY Canis Majoris eller HD 58978, är en dubbelstjärna i mellersta delen av stjärnbilden Stora hunden. Den har en minsta skenbar magnitud av ca 6,25 och är svagt synlig för blotta ögat där ljusföroreningar ej förekommer. Baserat på parallax enligt Gaia Data Release 3 på ca 1,79 mas beräknas den befinna sig på ett avstånd av  ca 1 800 ljusår (ca 560 parsec) från solen. Den rör sig bort från solen med en heliocentrisk radialhastighet av ca 25 km/s. Stjärnan är en Gamma Cassiopeiae-variabel, vars ljusstyrka varierar från magnituden 4,8 till 6,25.

## Observation
År 1967 upptäckte Alejandro Feinstein en låg amplitudvariation (0,14 magnitud)  i HD 58978:s ljusstyrka, vid fotoelektriska observationer vid La Plata Observatory. Stjärnan fick 1973 variabelbeteckningen FY Canis Majoris. Under ett utbrott 2009 ljusnade stjärnan till magnituden 4,8, dess historiskt högsta kända ljusstyrka. TESS-data visar att FY Canis Majoris pulserar med flera olika frekvenser, med perioder från 1,07 timme till 5,8 dygn.
År 1905 noterade Edward King att FY Canis Majoris har ett märkligt spektrum med ovanligt ljusa Hβ (och andra) emissionslinjer. Paul Merrill et al. listade den som en Be-stjärna 1925. Spektra tagna av olika observatörer under flera decennier på 1900-talet visar att styrkan och den relativa intensiteten hos stjärnans emissionslinje är varierande och kan förändras i en tidsskala på bara några dygn.
År 2008 erhöll Geraldine Peters et al. högupplösta spektra från IUE och fann att Be-stjärnan har en het, mycket mindre massiv subdvärg som följeslagare, med vilken den bildar en spektroskopisk dubbelstjärna.
Hui-Lau Cao beräknade att FY Canis Majoris förlorar massa med en hastighet av cirka 6 × 10−8 solmassa per år genom en stjärnvind med en sluthastighet på cirka 750 km/sek.

## Egenskaper

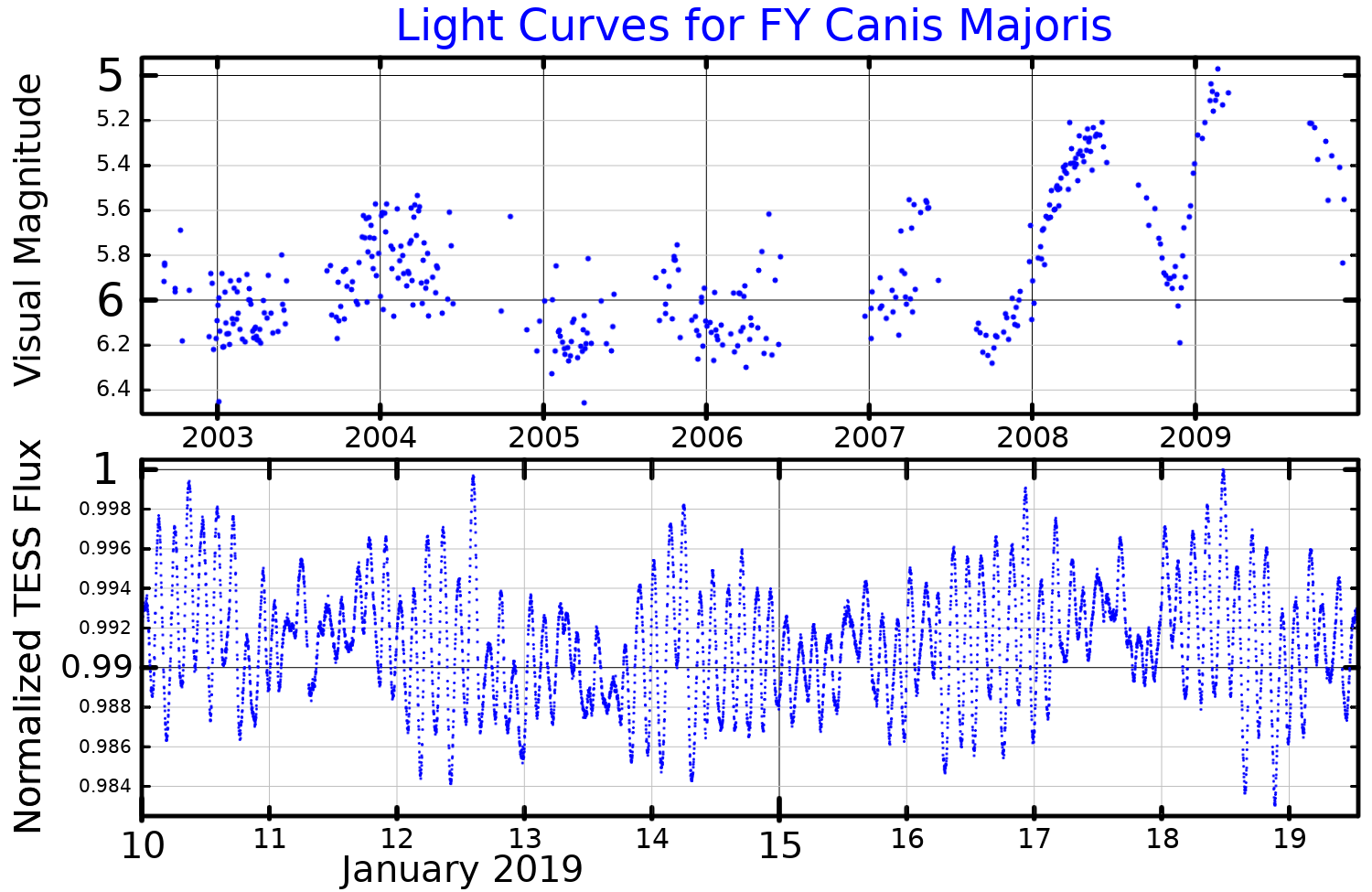
Ljuskurva för FY Canis Majoris. Det övre diagrammet, som visar variabiliteten under lång tid, är plottad från ASAS-data, och det nedre diagrammet visar variabilitet under kort period, anpassad från TESS-data

Primärstjärnan i FY Canis Majoris är en blå underjättestjärna av spektralklass B0.5 IVe och en Be-stjärna. Den har en massa av ca 10 - 13 solmassor, en radie av ca 6,8 solradier och utsänder energi från dess fotosfär motsvarande ca 27 000 gånger solen vid en effektiv temperatur av ca 27 500 K.
Följeslagaren är en het subdvärg. Den har en massa av 1,1-1,5 solmassa, en radie av ca 0,81 solradie och utsänder energi från dess fotosfär ca 2 400 gånger solen vid en effektiv temperatur av ca 45 000 K.